# Abbaye Saint-Bernard de Bayonne
Pour les articles homonymes, voir Abbaye Saint-Bernard (homonymie) et Saint-Bernard.
L’abbaye Saint-Bernard de Bayonne (ou Lès Bayonne), appelée également Saint-Bernard de Lasteyron (ou Lasteron), et, dans une source ancienne Saint-Bernard de Besbedet, est un monastère de cisterciennes désaffecté, situé sur la commune de Bayonne.

## Situation et toponymie
L'abbaye est située entre la RD 309 et la voie ferrée Bordeaux-Irun, en rive droite de l'estuaire de l'Adour.

## Histoire
En 1168, l'abbaye bénédictine de Cagnotte fonde un prieuré à Mouguerre, à quelques kilomètres à l'est de Bayonne. Ce prieuré passe en 1200 à l'ordre cistercien et accueille une communauté féminine. En 1245, les religieuses, cherchant un emplacement plus approprié pour leur communauté, déménagent dans le site de Bayonne,. Une bulle pontificale d'Innocent IV, datant de 1245, confirme les privilèges des religieuses à Bayonne, mais la première mention écrite de l'existence de bâtiments et d'une communauté dans ce site ne date que de 1268. 

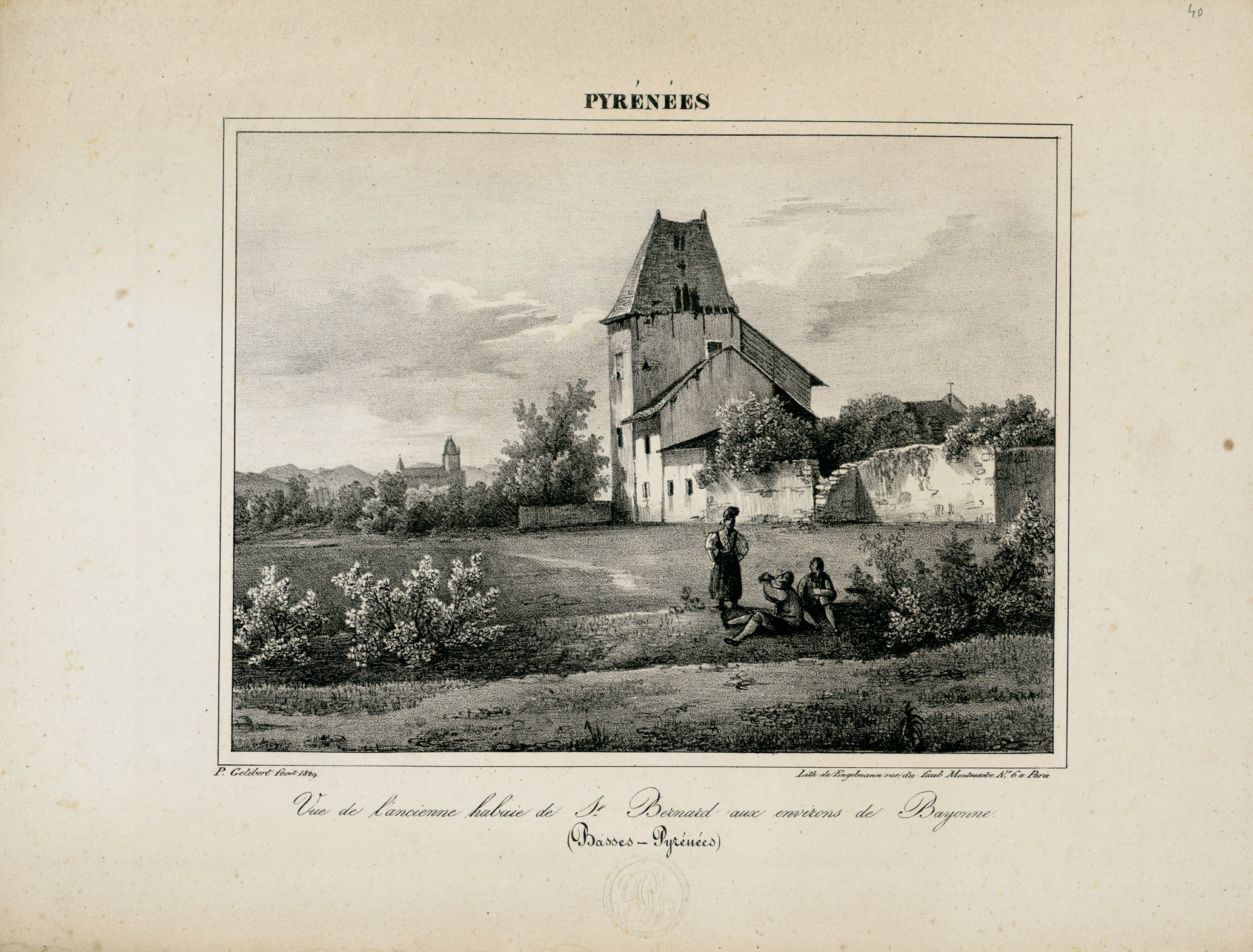
Vue de l'ancienne abbaye de Saint-Bernard aux environs de Bayonne, 1829, Fonds Ancely, Bibliothèque municipale de Toulouse.

L'abbaye est fermée en 1790. Des opérations militaires durant le siège de Bayonne endommagent une grande partie des bâtiments. Durant le XIXe siècle, le site est transformé par l'Afrancesado Primo Feliciano Martinez de Ballesteros (es) en manufacture de tabac, puis de bouteilles.

## Architecture
L'abbaye est partiellement conservée : les anciens bâtiments subsistant à la fin du XXe siècle ont été réhabilités en 2008 en logements,. Les parties les plus anciennes correspondent à une salle capitulaire et à une sacristie (sacristie elle-même transformée en chapelle à la fin du XIXe siècle). Le réfectoire accolé à ces deux salles, reconnaissable à la chaire du lecteur, est à peine plus récent ; l'ensemble des trois salles remonte à la seconde moitié du XIIIe siècle, et est caractérisé par des remplages de type rayonnant.

## Filiation et dépendances
L'abbaye est fille de l'abbaye de Cagnotte. Une annexe de l'abbaye (grange ou prieuré de Montori ou Montoy) est fondée de l'autre côté de l'estuaire de l'Adour dès 1264, ce dont le cartulaire de l'abbaye garde trace.